# Gerstaeckerus augustefasciatus
Gerstaeckerus augustefasciatus es una especie de coleóptero de la familia Endomychidae.

## Distribución geográfica
Habita en China.